# 一条校
一条校（いちじょうこう）とは、学校教育法（昭和22年法律第26号）の第1条に掲げられている教育施設の種類およびその教育施設の通称。横書きでは、1条校と表記されることもある。
狭義の「学校」のことであり、「学校教育」や「学校教育に類する教育」においては法による保証・義務・振興などを特にともなう。

## 定義
一条校は、幼稚園、小学校、中学校、義務教育学校、高等学校、中等教育学校、特別支援学校、大学（短期大学および大学院を含む）および高等専門学校である。
一方で、専修学校・各種学校はそれぞれ第124条・第134条に規定し、一条校には該当しない（これらは「非一条校」と呼称されることがある）。
また、大学とは別に「大学校」という名称を校名に含む施設や組織が多く存在する（大学校一覧を参照）。
なお、一条校で大学校を名乗る施設はないが、専修学校や各種学校がその校名に大学校を含む例（自動車大学校（専修学校）、朝鮮大学校（各種学校）など）は多くある。

## 概要
一条校は、教育基本法（平成18年法律第120号、改正法）第6条第1項に規定する「法律に定める学校」の範囲と解釈されている。通説では、国立学校・公立学校・私立学校の別を問わず、一条校は公の性質をもつとされている。
また一条校の教員は使命と職責の重要性にかんがみ、身分は尊重され、待遇の適正が期せられるとともに、養成と研修の充実が図られなければならないとされている。
学校教育法第135条第1項において、一条校でない教育施設（一条校として設置・認可されていない教育施設）は、幼稚園、小学校、中学校、義務教育学校、高等学校、中等教育学校、特別支援学校、大学、短期大学、高等専門学校または大学院の名称を用いてはならないと定められている。この規定に違反した者は、学校教育法第146条に基づき、最高10万円の罰金刑に処されるべきことが定められている。逆に一条校がこれらの名称を用いないこと、一条校が異なる校種の名称を用いることに対しては特に規制はない。

## 教育課程等
就学前教育・初等教育・中等教育の一条校の教育課程は、文部科学省が「教育課程の基準」として公示する教育要領・学習指導要領に基づいて定められる。各学校の教育課程を定める際には、学校の設置者が文部科学省その他の官公署（都道府県の教育委員会、「市町村」 「特別区」「地方公共団体の組合」の教育委員会、 知事部局）が作成した「解説」や「手引」を参考にして大綱を定めて、各学校がさらに年間計画などの詳細を定める。
なお、高等教育の課程である大学（短期大学および大学院を含む）および高等専門学校に対しては、日本国憲法第23条に規定された学問の自由に照らし、学習指導要領・教育要領の適用はない。

## 専修学校一条校化への動き
現在第124条に規定されている専修学校について、一条校化への動きが出ている。